# Amblyeleotris yanoi
Amblyeleotris yanoi és una espècie de peix de la família dels gòbids i de l'ordre dels perciformes.

## Morfologia
Els mascles poden assolir els 13 cm de longitud total.

## Distribució geogràfica
Es troba a les Illes Ryukyu i Indonèsia (Flores i Bali).